# 露兜树目
露兜树目是根据1998年APG 分类法和2003年APG II 分类法新充实的一个目，属于单子叶植物，包含有5个科：
- 环花草科 Cyclanthaceae
- 露兜树科 Pandanaceae
- 百部科 Stemonaceae
- 霉草科 Triuridaceae
- 翡若翠科 Velloziaceae

本目植物有类似棕榈的乔木，也有藤本和草本植物。有的品种叶子可以用于编制品。露兜树属的植物在澳洲经常被用来苫屋顶、编筐和制造衣物。著名的巴拿马草帽也是用本目植物的叶子编制的。
APG 分类法在1998年只包括四个科，其中霉草科尚不清楚属于哪个目，在APG II 分类法中经过新的研究结果将其分入露兜树目。
以前的分类法将这个目所属的百部科和翡若翠科列入百合目，其他各科都单独分为目。